# آب‌گذر وانویتلی
آب‌گذر وانویتلی (به ایتالیایی: Acquedotto di Vanvitelli) یا آب‌گذر کارولین (به ایتالیایی: Acquedotto Carolino)، آب‌گذری واقع در کشور ایتالیاست که برای تأمین آب مورد نیاز کاخ سلطنتی کسرتا موسوم به رجیا دی کسرتا و مجموعهٔ سن لیوچو از طریق آب‌های چشمه‌های فیتزو در کوهپایه‌های تابورنو در منطقهٔ بوچانو در مسیری ۳۸ کیلومتری که بیشترش از زیر زمین می‌گذشت ساخته شد.

## تاریخچه
کار ساخت آب‌گذر وانویتلی در مارس ۱۷۵۳ به فرمان کارلوس سوم، پادشاه اسپانیا، ناپل و سیسیل با طرحی از لوئیجی وانویتلی، مهندس و معمار ایتالیایی که نام آب‌گذر نبز برگرفته از نام اوست آغاز و این سازه در ۷ مهٔ ۱۷۶۲ افتتاح گردید.
ارزشمندترین بخش این آب‌گذر از نظر ویژگی‌های معماری بخشی ۵۲۹ متری به ارتفاع ۵۵٬۸ متر در مرتفع‌ترین قسمت از جنس توفا است که به‌سبک آب‌گذرهای روم باستان و در سه ردیف متشکل از چندین طاق ساخته شده و به‌خوبی نیز تا به‌ امروز حفظ شده‌است. این بخش از سازه که بر روی واله دی مادالونی کشیده‌شده و مونته لوگانو در شرق را به مونته گارزانو در غرب متصل می‌سازد در سال ۱۹۹۷ همراه با کاخ و پارک سلطنتی کسرتا و مجموعهٔ سن لیوچو در فهرست میراث جهانی یونسکو قرار گرفت.